# 金不厭詐
《金不厭詐》是一部於2021年上映的臺灣賀歲片，由王重正執導，拍攝地點在金門各大觀光景點。陳霆、林千鈺、蘇炳憲、林文鈞、劉克勉、劉濟民、毛興國、何啟聖、應蔚民所主演，方文琳、伊正友情客串。電影於2021年2月10日在臺灣上映。

## 演員
- 陳霆 飾 毛天寶，民宿老闆
- 林千鈺 飾 林淑貞，民宿老闆娘
- 何啟聖 飾 何啟聖，主播
- 蘇炳憲 飾 王錦文，禮儀師
- 劉克勉 飾 鄭文生，將軍
- 毛興國 飾 王舜堂，前駐外武官
- 林文鈞 飾 劉一中，律師
- 劉濟民 飾 王鴻謀，上校總教官
- 沙力浪 飾 沙力浪, 小毛友
- 應蔚民 飾 阿福，阿Ben手下
- 張啟樂 飾 阿Ben，詐騙集團首腦
- 林亭翰 飾 新年，直播主
- 齊薇 飾 薇薇，直播主
- 詹景富 飾 姚曉光，秀曼兒子
- 邱珺琳 飾 李想，曉光女友

特別演出
- 方文琳 飾 沈秀曼
- 伊正 飾 張山
- 董智森 飾 義警
- 梁幼祥 飾 食神主廚

## 外部連結
- 金不厭詐的Facebook專頁
- Yahoo奇摩電影上《金不厭詐》的資料（繁體中文）
- 開眼電影網上《金不厭詐》的資料（繁體中文）